# چوی بول ام
چوی بول ام (انگلیسی: Choi Bool-am؛ زادهٔ ۱۵ ژوئن ۱۹۴۰) یک هنرپیشه، و بازیگر سینما اهل کره جنوبی است. وی از سال ۱۹۷۰ میلادی تاکنون مشغول فعالیت بوده‌است.